# HMS Templar (P316)
| «Темплар»                                                             | «Темплар» | «Темплар» |
| --------------------------------------------------------------------- | --- | --- |
| HMS Templar (P316)                                                    | | |
|                                                                       | | |
| Британський підводний човен «Темплар» типу «T». Лютий 1944            | | |
| Верф                                                                  | Vickers-Armstrongs, Барроу-ін-Фернесс                                                                         | Vickers-Armstrongs, Барроу-ін-Фернесс                                                                         |
| Під прапором                                                          | Велика Британія                                                                                               | Велика Британія                                                                                               |
| Належність                                                            | Військово-морські сили Великої Британії                                                                       | Військово-морські сили Великої Британії                                                                       |
| Порт приписки                                                         | Коломбо | Коломбо |
| На честь                                                              | єдиний корабель флоту на ім'я «Темплар»                                                                       | єдиний корабель флоту на ім'я «Темплар»                                                                       |
| Замовлення                                                            | 4 листопада 1940                                                                                              | 4 листопада 1940                                                                                              |
| Закладений                                                            | 28 грудня 1941                                                                                                | 28 грудня 1941                                                                                                |
| Спуск на воду                                                         | 26 жовтня 1942                                                                                                | 26 жовтня 1942                                                                                                |
| Введений до складу флоту                                              | 15 лютого 1943                                                                                                | 15 лютого 1943                                                                                                |
| На службі                                                             | 1943–1954 | 1943–1954 |
| Сучасний статус                                                       | у 1954 році використовувався як корабель-мішень, затонув у Лох-Стрівен. У липні 1959 року розібраний на метал | у 1954 році використовувався як корабель-мішень, затонув у Лох-Стрівен. У липні 1959 року розібраний на метал |
| Бойовий досвід                                                        | Друга світова війна Битва за Атлантику Битва на Середземному морі Війна на Тихому океані * Операція «Кримзон» | Друга світова війна Битва за Атлантику Битва на Середземному морі Війна на Тихому океані * Операція «Кримзон» |
| Проєкт                                                                | | |
| Тип ПЧ                                                                | крейсерський дизель-електричний підводний човен                                                               | крейсерський дизель-електричний підводний човен                                                               |
| Основні характеристики                                                | | |
| Швидкість (надводна)                                                  | 15,5 вузлів (29 км/год)                                                                                       | 15,5 вузлів (29 км/год)                                                                                       |
| Швидкість (підводна)                                                  | 9 вузлів (20 км/год)                                                                                          | 9 вузлів (20 км/год)                                                                                          |
| Робоча глибина занурення                                              | 91 м | 91 м |
| Дальність плавання                                                    | 4 500 миль (8 330 км) на швидкості 11 вузлів (надводна) 70 миль (130 км) на швидкості 4 вузли (підводна)      | 4 500 миль (8 330 км) на швидкості 11 вузлів (надводна) 70 миль (130 км) на швидкості 4 вузли (підводна)      |
| Екіпаж                                                                | 61 офіцер та матрос                                                                                           | 61 офіцер та матрос                                                                                           |
| Розміри                                                               | | |
| Довжина найбільша (по КВЛ)                                            | 84,28 м | 84,28 м |
| Ширина корпусу найб.                                                  | 7,7 м | 7,7 м |
| Середня осадка (по КВЛ)                                               | 4,45 м | 4,45 м |
| Водотоннажність надводна                                              | 1 290 тонни                                                                                                   | 1 290 тонни                                                                                                   |
| Силова установка                                                      | | |
| Дизель-електрична: 2 × дизельних двигуни Admiralty 2 × електродвигуни | | |
| Гвинти                                                                | 2 | 2 |
| Потужність                                                            | 2 500 к.с. (дизель) 1 450 к.с. (електродвигун)                                                                | 2 500 к.с. (дизель) 1 450 к.с. (електродвигун)                                                                |
| Озброєння                                                             | | |
| Артилерія                                                             | 1 × 102-мм гармата QF 4 inch Mk XII                                                                           | 1 × 102-мм гармата QF 4 inch Mk XII                                                                           |
| Торпедно- мінне озброєння                                             | 11 × 533-мм торпедних апаратів 17 торпед                                                                      | 11 × 533-мм торпедних апаратів 17 торпед                                                                      |
| ППО                                                                   | 3 зенітних кулемети                                                                                           | 3 зенітних кулемети                                                                                           |

«Темплар» (англ. HMS Templar (P316) — військовий корабель, підводний човен типу «T» 3-ї серії Королівського військово-морського флоту Великої Британії часів Другої світової війни.

## Історія створення
Підводний човен «Темплар» був закладений 28 грудня 1941 року на верфі компанії Vickers-Armstrongs у Барроу-ін-Фернессі. 26 жовтня 1942 року він був спущений на воду, а 15 лютого 1943 року увійшов до складу Королівських ВМС Великої Британії. 

## Історія служби
Субмарина брала участь у бойових діях на морі в Другій світовій війні; корабель бився у Північній Атлантиці, біля берегів Англії та Норвегії, на Середземному морі, але більшу частину вів бойові дії на Тихому океані.